# パトリック・ピシェット
パトリック・ピシェット（Patrick Pichette）は、カナダ出身の経営者、ベンチャーキャピタリスト。Googleの元上級副社長兼最高財務責任者。

## 来歴
カナダのケベック州モントリオールに生まれる。ケベック大学モントリオール校でBBを取得し、オックスフォード大学ペンブルック・コレッジでMAを取得した。
1989年にマッキンゼー・アンド・カンパニーでキャリアを始めて以降、通信業界の財務、経営部門で経験を積む。その後、世界有数の通信会社であるベル・カナダでオペレーション部門の社長を務めた。
2008年、Googleに入社し、上級副社長兼最高財務責任者に任命された。2011年、Googleの事業運営業務を副社長だったショナ・ブラウンから引き継いだ。2015年3月10日、家族の事情を理由にGoogleのCFOを退任することを発表。後任のGoogleのCFOはモルガン・スタンレーのCFOを務めたルース・ポラットに引き継がれた。
2013年、ボンバルディアの取締役に就任。
2015年、ケベック国家勲章を受賞。
2018年4月、モントリオールに拠点を置くベンチャーキャピタル企業であるイノビア・キャピタルにゼネラルパートナーとして入社。
2018年11月、ライトスピードの取締役に就任。2022年2月にライトスピードの筆頭独立委員長に就任。
2019年3月、オックスフォード大学を中心とするオックスフォード・サイエンス・イノベーションの会長に就任。
2020年6月2日、Twitterの会長に就任。その後はTwitterの取締役に就任したが、2022年10月27日にイーロン・マスクによるTwitterの買収完了後にピシェットを含む取締役会は全員解任された。
2021年3月、Zwiftの取締役に就任。

## 人物
妻はテイマー・ピシェット。かつてはシリコンバレー在住だったが、その後ロンドンに移住した。